# Mentha smithiana
Mentha smithiana är en kransblommig växtart som beskrevs av Robert Graham. Mentha smithiana ingår i släktet myntor, och familjen kransblommiga växter. Inga underarter finns listade i Catalogue of Life.